# 特別警衛掛
特別警衛掛（とくべつけいえいかかり）とは、戦前の宮内省皇宮警察に設けられた組織。

## 概要
大正期に入り、左右両翼の勢力が台頭し始め、テロが発生するなど社会不安を醸し出していた。そして皇室に対する身辺警護も、従来のように武芸の素養がない侍従が一身をもって警護するのではなく、訓練された専門職による警護の必要性が認識され始めた。
そんな中、1923年（大正12年）に摂政宮裕仁親王が台湾を行啓することになり、朝鮮独立運動の活動家が台湾に潜入するという情報がもたらされたことで、急遽、皇宮警察内に「特別警衛掛」が設けられた。その長には大阪府警察部の警視・坂口鎮雄が任命された。その他の掛員も警視庁や府県警察部の文武両道に秀でた警部や警部補が任命された。
特別警衛掛員は侍従の「内舎人」の資格を持って警護するとともに、一般の警察との連絡を密にするために警視庁警察官としての資格も併せ持った。また職務の特殊性から「供奉刀」と呼ばれるサーベルの他に、拳銃も携帯していた。
特別警衛掛の警護対象は、原則として天皇及びその他の皇族であったが、国賓の来日にあたっては国賓の側に付いて警護するなど、現在のセキュリティポリスの役割も担っていた。
戦後の1947年（昭和22年）、警視庁皇宮警察部の発足に伴い廃止された。特別警衛掛員だった者は皇宮警察官としての身分は失ったが、引き続き内舎人として警護にあたった。（翌年に制度改正があり、皇室の身辺警護が再び皇宮警察の所管となり、警護担当の内舎人に皇宮護衛官としての身分が付与された。）